# Corro Via
Corro Via — восьмой студийный международный альбом швейцарского певца Паоло Менегуцци, вышедший в 2008 году. Все 12 песен записаны на итальянском языке.

## Список композиций
1. Anche se non vuoi - 3:26
2. Grande - 3:48
3. Era stupendo (radio version) - 3:31
4. Vai via - 3:23
5. Corro - 3:02
6. Mai più qui - 3:31
7. Un giorno che non va - 3:26
8. Volo libero - 3:23
9. Vicina come un angelo - 3:46
10. Da troppo tempo - 3:20
11. Abbiamo perso - 3:34
12. Angeli - 3:27